# Хит (информационные технологии)
Хит — запрос к веб-серверу для получения файла (веб-страницы, изображения, JavaScript'а, таблицы стилей и т. д.). Когда страница загружена с сервера, то число «хитов» или «хитов страницы» равно числу запрошенных файлов, поэтому одна загруженная страница не всегда равна одному хиту, потому что часто страницы составлены из изображений и других файлов, которые влияют на подсчёт числа хитов. Так как одна загрузка страницы не равна одному хиту, то это является неточной величиной при оценке популярности веб-сайта или веб-трафика. Более точную оценку веб-трафика может дать подсчёт числа страниц, просмотренных на веб-сайте. Количество хитов является полезным при оценке требований к вашему серверу в зависимости от количества и размера файлов, которые должны быть переданы за один запрос. Серверы должны быть протестированы, чтобы убедиться в их удовлетворительной пропускной способности (они должны быть способны обрабатывать определённое количество «хитов» в секунду). Также значение хитов используется для определения стоимости размещения рекламы на ресурсе.
Хит — это запрос файла с веб-сервера. Величина получается лишь путём анализа протоколов работы сервера. Количество обращений, полученных веб-сайтом, часто относят к величине популярности, однако эта цифра является крайне ошибочной и значительно завышает популярность. Одиночная веб-страница, как правило, состоит из нескольких (часто десятков) файлов, каждый из которых засчитывается как хит после загрузки страницы, так что число хитов в действительности — это произвольно большее число, отражающее сложность отдельных страниц на веб-сайте, а не показывающее популярность ресурса. Только число посетителей и просмотров страниц даёт реалистичную оценку популярности.